# Фасції
Фа́сції (лат. fasces), інакше фаски або лікторські пучки — атрибут влади володарів в епоху римської імперії — вищих магістратів. Перетягнуті червоним шнуром чи пов'язані ременями пучки в'язових або березових прутів. Спочатку символізували право магістрату домагатися виконання своїх рішень силою. Поза межами міста у фасції встромляли сокиру (часто бойову сокиру), що символізувало право магістрату карати й милувати підданих (усередині міст вищою інстанцією для смертних вироків був народ). Право носіння фасцій закріплювалося за ліктором. Згодом, у геральдиці лікторські фасції стали символізувати державну й національну єдність. Вони також сприймаються як символ захисту державності. У такому трактуванні вони використовуються в наш час багатьма державами і організаціями.

## Варіанти походження
Існує декілька варіантів походження фасції. Однак найвірогіднішим виглядає пояснення фасцій як двох елементів покарання — палиці чи палиць зв'язаних у пучок і сокири.

## Пізніша символіка
Зображення фасцій можна зустріти (як архітектурний елемент) в багатьох будівлях XVIII—XIX століття, на деяких монетах Другої світової війни: (італійських, албанських — періоду італійської окупації і французьких періоду уряду Віші). У XVIII столітті символіка проникла в США і Францію. Сьогодні символи фасції можна відшукати на гербі Франції, монетах, пам'ятнику Лінкольну, печатки Сенату і на сторонах трибуни Палати Представників Сполучених Штатів Америки. Беніто Муссоліні, ведений ідеєю відновлення Римської імперії, обрав після Першої світової війни фасції символом своєї партії, що дало назву всьому руху фашизму (італ. fascismo, від fascio — «фасція»).

## Галерея

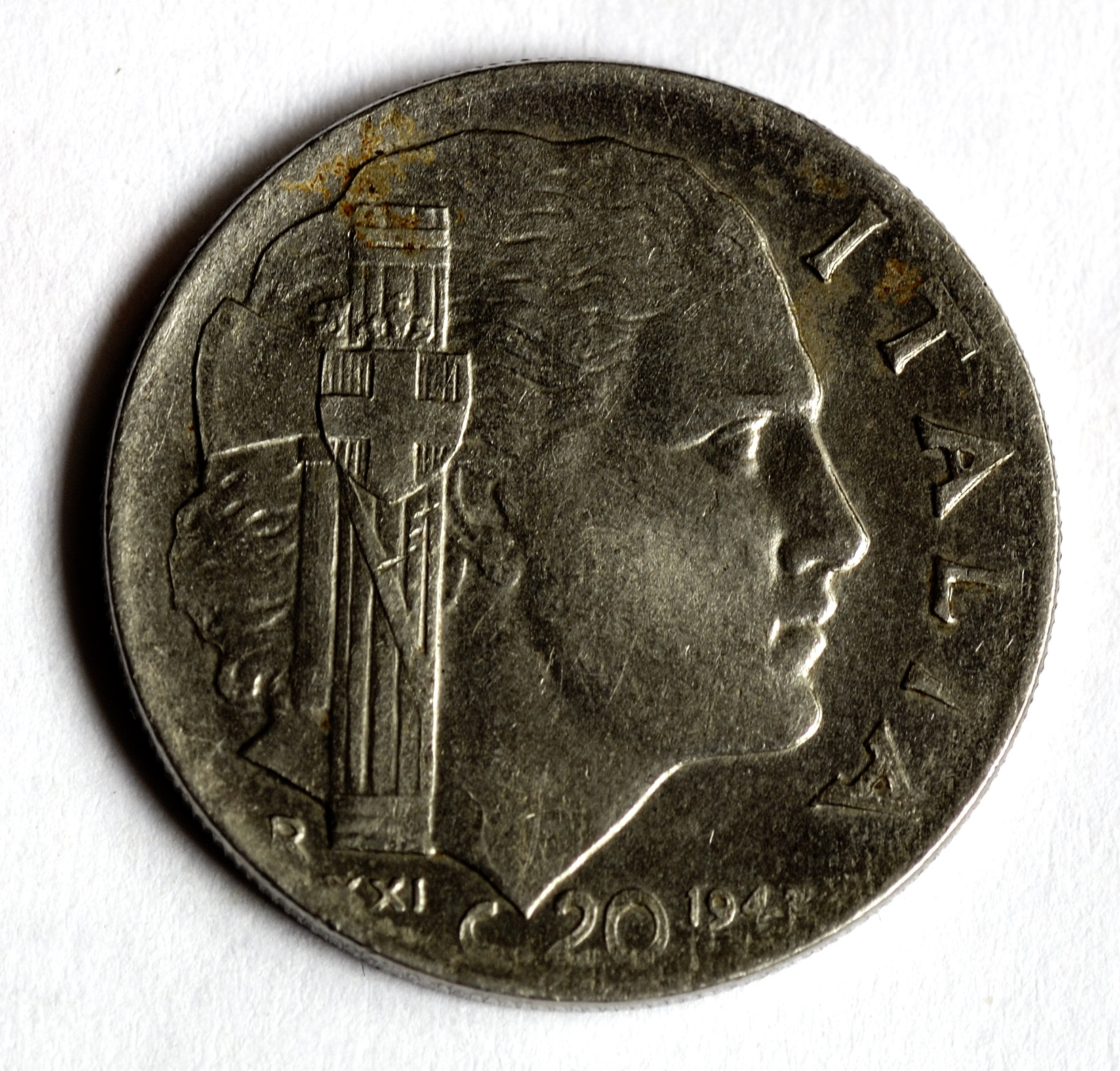
Зворотна сторона 20 чентезимо 1943 року, Італія
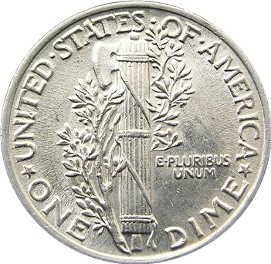
Зворотна сторона десятицентової монети США
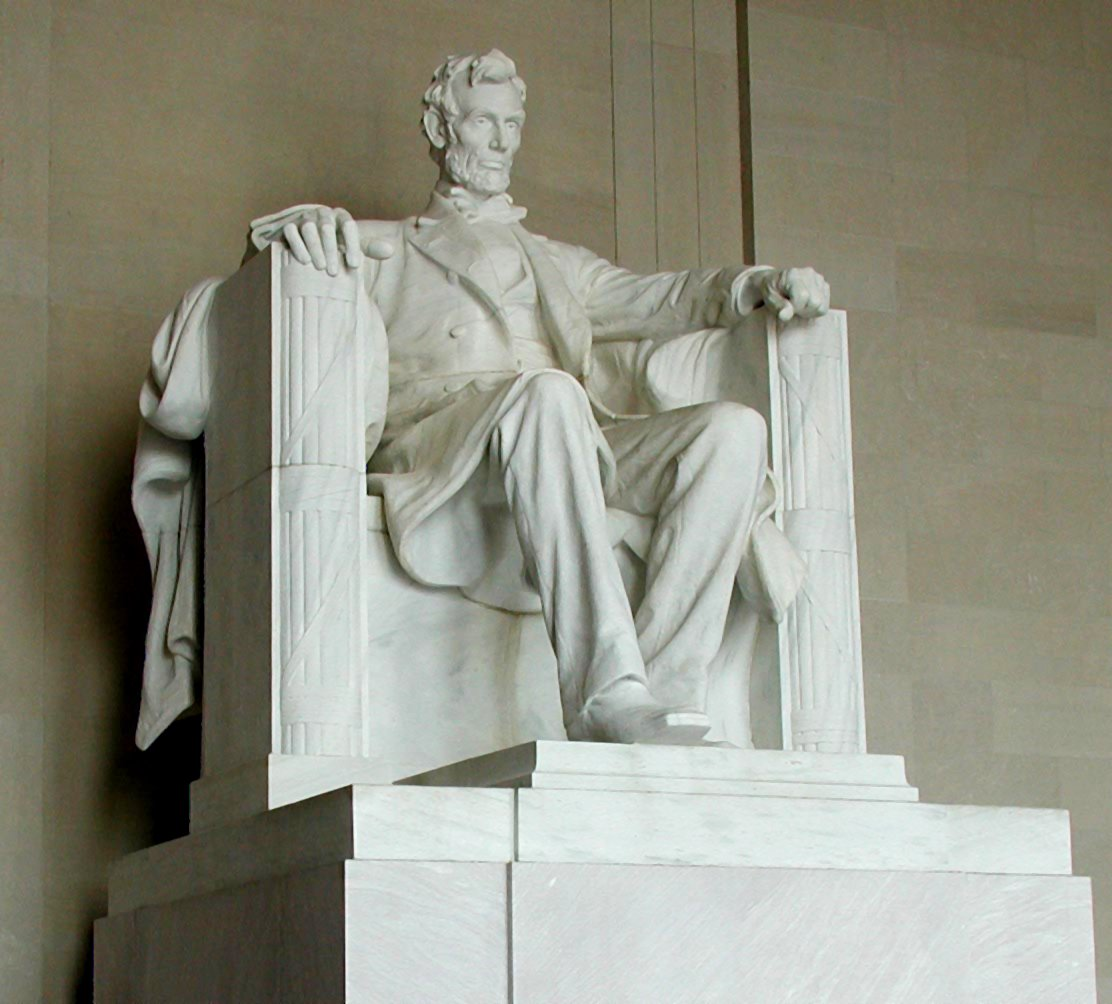
Статуя  Авраама Лінкольна
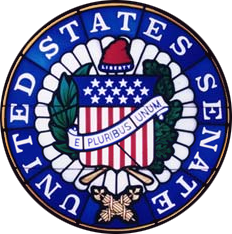
Печатка Сенату США[en]
Фасції на прапорі швейцарського кантону Санкт-Галлен
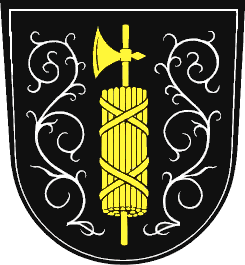
Герб селища  Легау, Баварія
Фасції на гербі Франції